# 위기철 (작가)
위기철(1961년 8월 19일~ )은 대한민국의 작가이다. 서울특별시 출생이며, 용문고등학교 - 연세대학교 불어불문학과 졸업.  1983년에 문학계에 입문하였다. 같은 해에 제2회 계몽사 아동문학상을 탔다.
소설가 공지영의 첫 번째 남편이며 슬하에 딸 위윤녕이 있고 본인(위기철)이 10년 동안 딸을 기르다가 재혼 뒤 뉴질랜드로 이민을 떠났으며 그 이후 딸 윤녕씨는 아버지의 성을 유지한 채(이게 이상할 일이냐?) 본인(위기철)의 전 아내 공지영과 살았다.

## 작품
- 1990년, 1992년(초판 15쇄)  이야기주머니 1 《노동자 이야기 주머니》
- 1991년, 2010년(개정판67쇄) 《아홉살 인생》
- 1992년, 2001년(개정판) 이야기로 익히는 논리학습 1 《반갑다 논리야》
- 1992년, 2001년(개정판) 이야기로 익히는 논리학습 2 《논리야 놀자》
- 1993년, 2000년(개정판) 이야기로 익히는 논리학습 3 《고맙다 논리야》

## 같이 보기
- 공지영